# Мерл капський
Мерл капський (Lamprotornis nitens) — вид горобцеподібних птахів родини шпакових (Sturnidae). Мешкає в Південній Африці.

## Таксономія

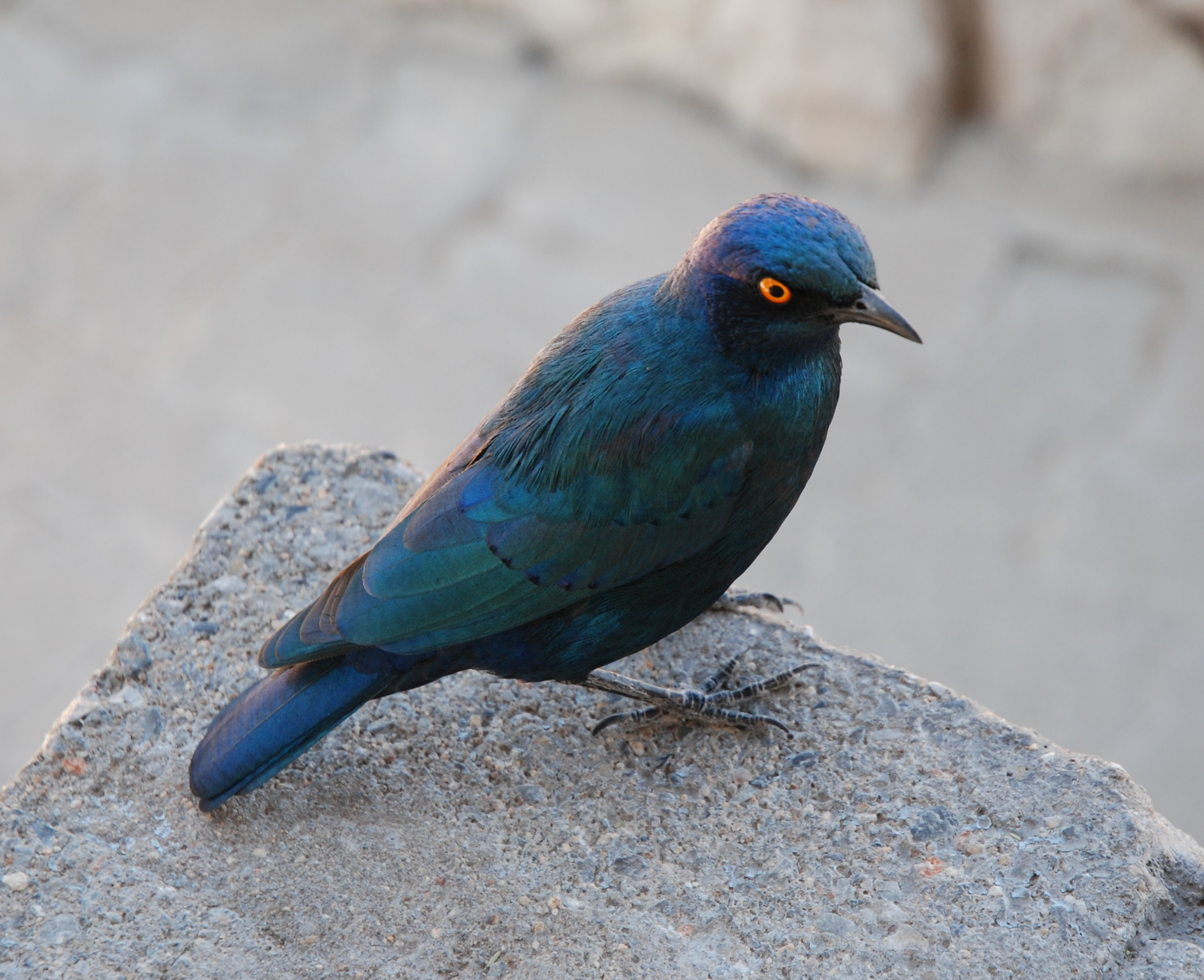
Капський мерл (Намібія)

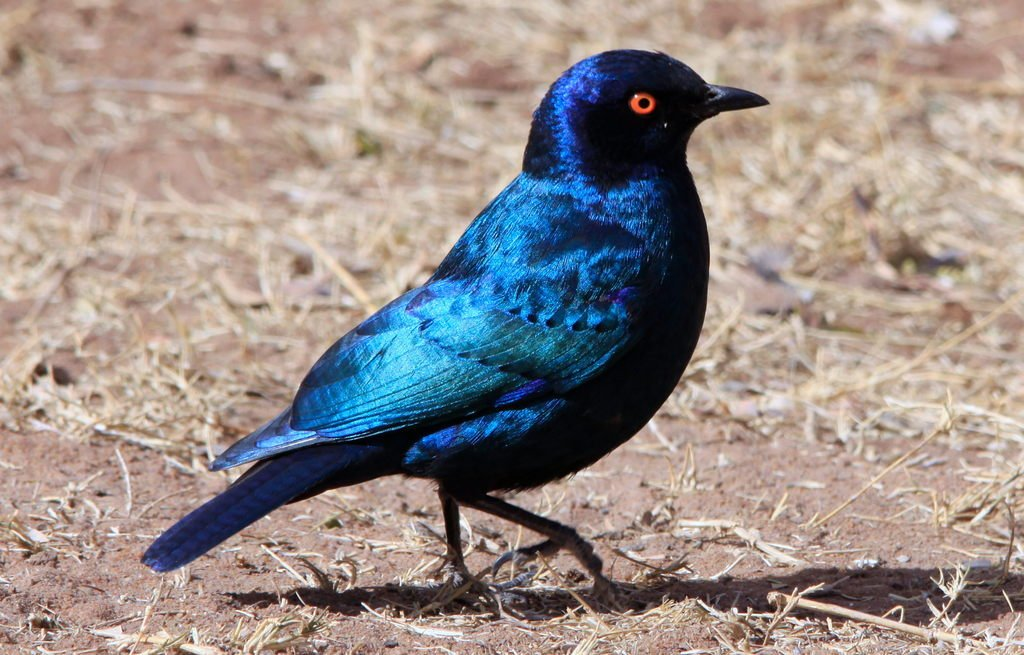
Капський мерл (Національний парк Маракеле (національний парк), ПАР)

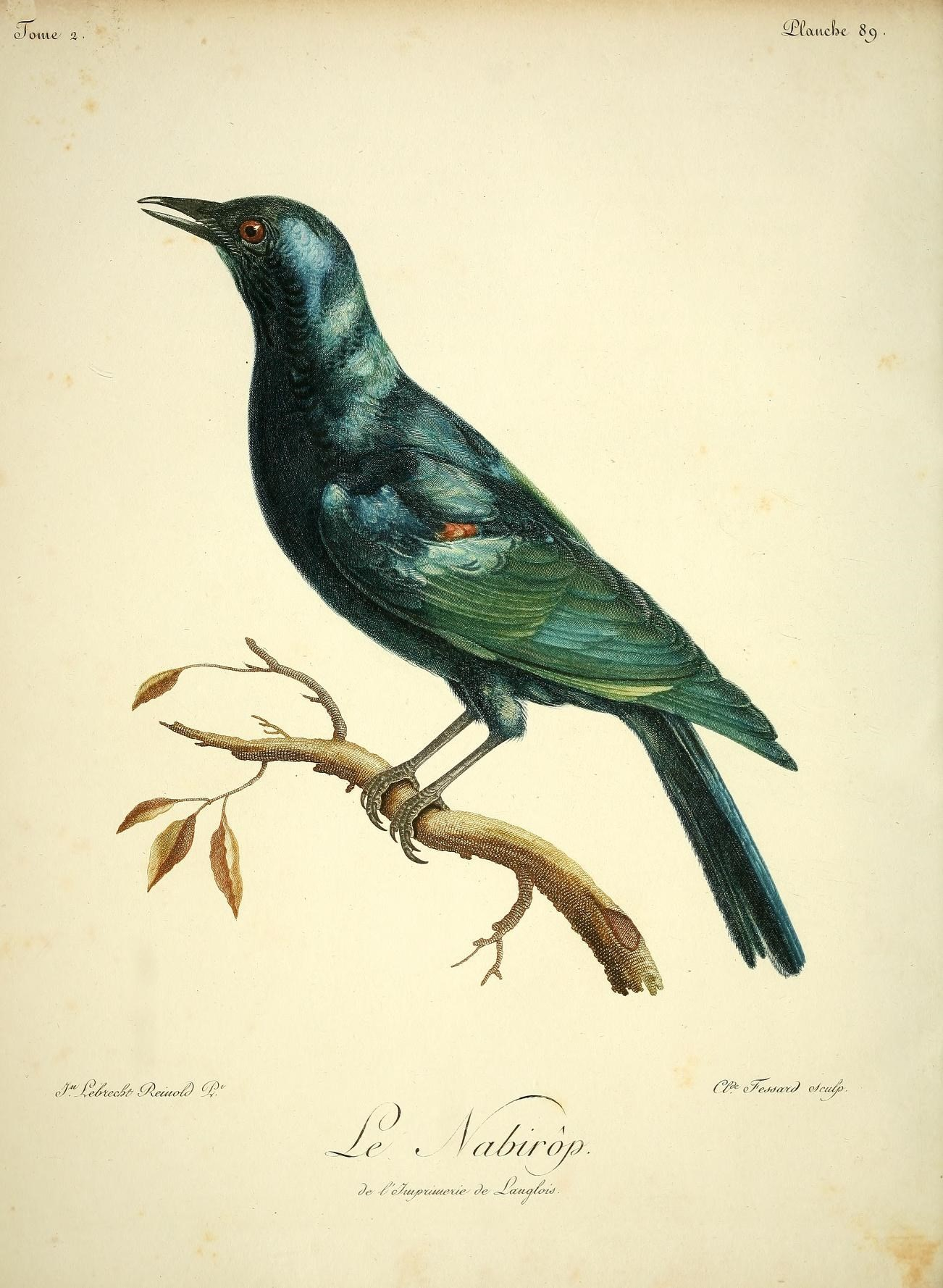
Капський мерл

В 1760 році французький зоолог Матюрен Жак Бріссон включив опис капського мерла до своєї книги "Ornithologie", описавши птаха за зразком з Анголи. Він використав французьку назву Le merle verd d'Angola та латинську назву Merula Viridis Angolensis. Однак, хоч Бріссон і навів латинську назву, вона не була науковою, тобто не відповідає біномінальній номенклатурі і не визнана Міжнародною комісією із зоологічної номенклатури. Коли в 1766 році шведський натураліст Карл Лінней випустив дванадцяте видання своєї «Systema Naturae», він доповнив книгу описом 240 видів, раніше описаних Бріссоном. Одним з цих видів був капський мерл, для якого Лінней придумав біномінальну назву Turdus nitens. Пізніше вид був переведений до роду Мерл (Lamprotornis), введеного голландським зоологом Конрадом Якобом Темінком у 1820 році.

## Опис
Довжина птаха становить 23-27 см, вага 75-105 г. Голова синя, скроні більш темні, верхня частина тіла синя або синьо-зелена. На перах є невеликі, малопомітні червонувато-фіолетові плямки. Оперення має характерний райдужний металевий відблиск. Дзьоб і лапи чорні. У молодих птахів відблиск в оперенні менш виражений, нижня частина тіла у них темно-сіра або чорна. Птахи набувають дорослого забарвлення і блиску у віці 6 місяців.
Голос — довгі трелі, які можуть включати в себе імітацію деяких почутих звуків.

## Поширення і екологія
Капські мерли мешкають на заході і півдні Анголи, на крайньому півдні Замбії, в Намбії, Ботсвані, Зімбабве, південному Мозамбіку, Південно-Африканської Республіці, Лесото і Есватіні, зустрічаються на крайньому південному заході Демократичної Республіки Конго. Вони живуть в різноманітних природних середовищах, зокрема в саванах, рідколіссях, чагарникових заростях, напівпустелях Калахарі, на луках і полях, в заростях на берегах водойм, в парках і садах, поблизу людських поселень. Під час негніздового періоду зустрічаються великими зграями, часто приєднуються до змішаних зграй птахів разом з іншими мерлами, звичайними і жовтоголовими шпаками.
Капські мерли живляться комахами, зокрема мурахами, кониками, жуками і гусінню, а також плодами і нектаром деяких видів рослин. Шукають їжу переважно на землі. Іноді вони супроводжують стада антилоп, шукаючи паразитів на їх тілі, а поблизу людських поселень шукають відходи на звалищах.
Капські мерли є моногамними птахами, сезон розмноження у них триває з вересня по березень. Вони гніздяться в дуплах дерев, іноді використовують покинуті дупла дятлів і лібій або штучні гніздівлі. Дупла встелюються сухою травою, пір'ям та іншим матеріалом, вони використовуються повторно впродовж кількох років. Зафіксований випадок, коли гніздова пара використовувала одне гніздо впродовж 20 років. В кладці від 2 до 6 синьо-зелених яєць, поцяткованих червонуватими плямками. Інкубаційний період триває 12-14 днів, насиджують лише самиці. За пташенятами доглядають і самиці, і самці. Іноді їм допомагають кілька птахів-помічників. Пташенята покидають гніздо через 20 днів після вилуплення, однак стають повністю самостійними ще через тиждень.
Капські мерли іноді стають жертвами сапсанів і білоголових орлів. Також вони іноді стають жертвами гніздового паразитизму великих воскоїдів і чубатих зозуль.